# Orosz Miklós
Orosz Miklós (? – ?) magyar 9. helyezett olimpikon, kötöttfogású birkózásban.

## Sportegyesülete
Postás SE igazolt versenyzőjeként sportolt.

## Eredményei

### Magyar birkózó bajnokság
1908 - könnyűsúly (75 kg) aranyérmes (Postás SE)

### Olimpiai játékok
1908-ban a Budapesti és az országos bajnokságon kívül csak az olimpiai próbaverseny volt az esztendő versenykiírása. A Nemzeti Lovarda létesítményében tartott versenyt követően az olimpiai birkózó keret tagjai lettek: Téger József, Maróthy József, Orosz Miklós, Payr Hugó, Radvány Ödön és Weisz Richárd. Egyéni olimpiai eredménye:
- az 1908. évi nyári olimpiai játékok birkózó bajnokságában, a középsúlyú kötöttfogás kategóriában 9. helyen végzett.

## Sportvezetőként
Aktív pályafutását befejezve a Magyar Atliletikai Szövetség birkózó szakosztályának vezetőségi tagja.

## Külső hivatkozások
- Orosz Miklós. huszadikszazad.hu. (Hozzáférés: 2015. szeptember 5.)
- Orosz Miklós. birkozoszov.hu. [2015. augusztus 10-i dátummal az eredetiből archiválva]. (Hozzáférés: 2015. szeptember 5.)